# کوهستان کرکس

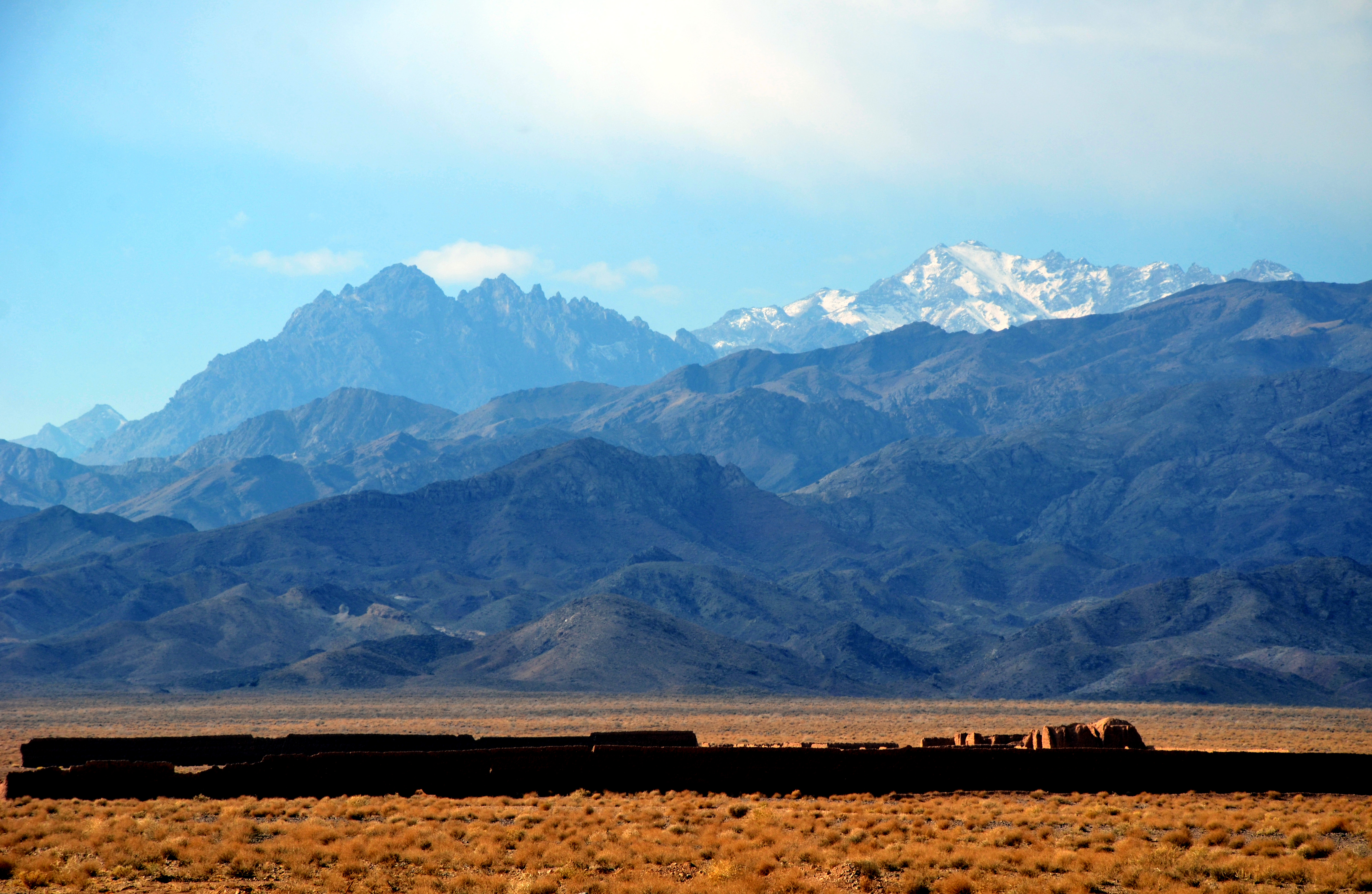
نمایی از کوه کرکس

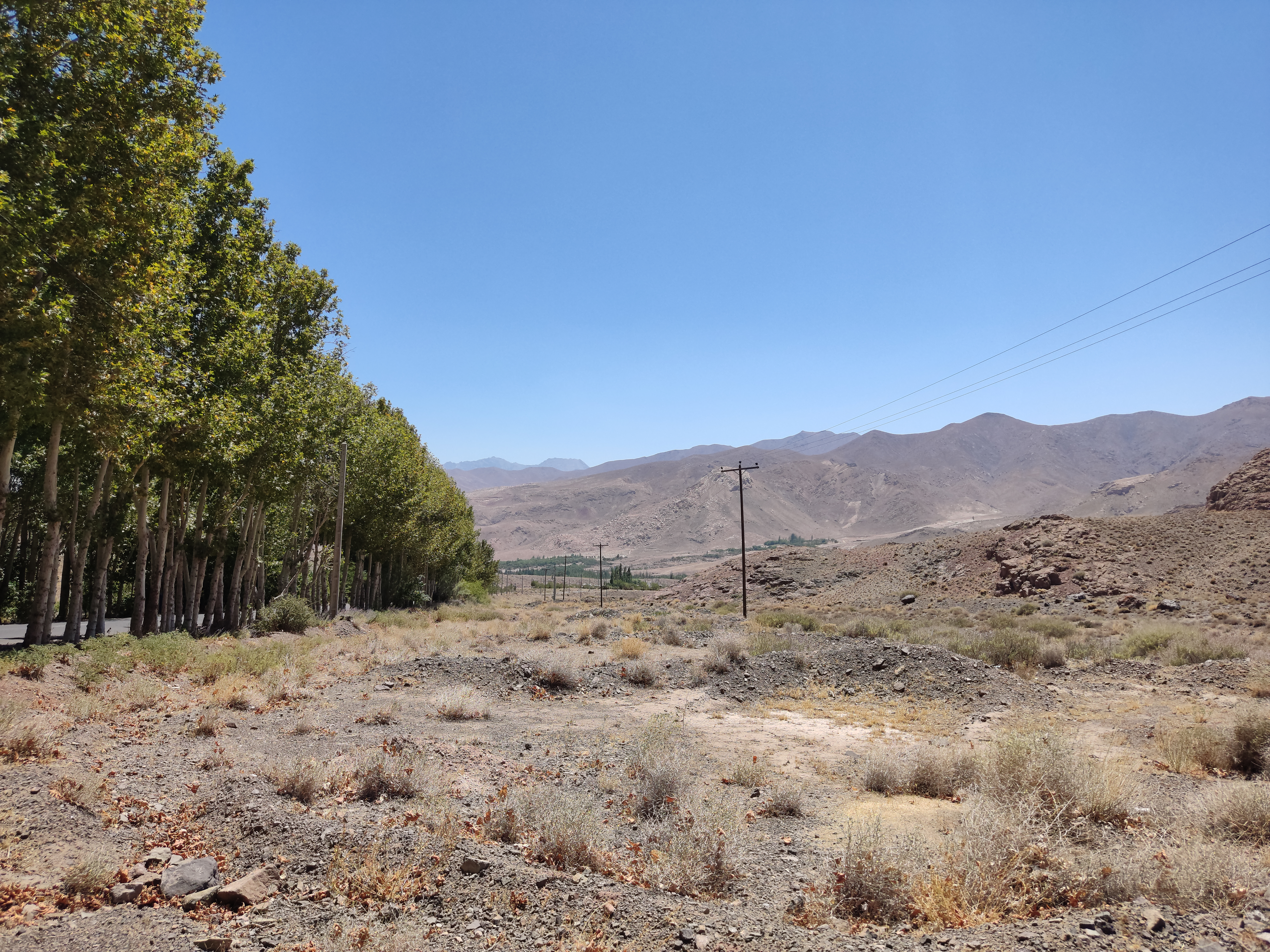
دامنه کوهستان کرکس

کرکس، نام کوهستانی است که از شهرستان کاشان تا شهرستان اردستان امتداد دارد. بلندترین قله ی آن قله‌ی کرکس است که در شهرستان نطنز واقع شده است. سطح زیر پوشش این کوهستان در استان اصفهان بالغ بر ۳۰۰ هزار هکتار است که حدود ۸ هزار هکتار آن به عنوان منطقه شکار ممنوع انتخاب شده‌است.
قله‌های کوهستان کرکس به علت ارتفاع زیادی که دارند تقریباً در نیمی از سال پوشیده از برف بوده و منبع اصلی چشمه‌های متعددی از جمله چشمه کامو، چشمه گزرتو و چشمه چورنکی است که در دامنه‌های این کوهستان جریان دارند.
موقعیت جغرافیایی و شرایط زیستی منطقه کرکس به گونه‌ای است که امکان وجود انواع جانوران وحشی اعم از خزندگان، پرندگان و پستاندارانی نظیر کل و بز، قوچ و میش وحشی، آهو، گراز، گرگ، شغال، روباه، کفتار، گربه وحشی، پلنگ، تشی، پایکا(نوعی موش صحرایی که در ارتفاعات زیست می‌کند) و غیره در آن وجود دارد. انواع مارها در دامنه های این کوهستان و دشت های مجاور یافت می شود که از جمله آنها به مارهای سمی جعفری و مارهای کم خطرتر دوسر می توان اشاره کرد.
حمدالله مستوفی در خصوص این کوه اینگونه نقل می‌کند: «کوهی سخت و بلند است که از بلندی، کرکس بر فرازش نمی‌رود و بدین‌سان به این نام مشهور است»
همچنین رومن گریشمن معتقد است که نام کرکس برگرفته از نام قدیم کاشان "کار-کاسی" (به معنای شهر کاسی ها) برگفته شده است و کوه کرکس بلندترین کوه منطقه کاشان است.
با توجه به وجود یک اتاقک بر بلندای یکی از قله های این کوه، داستان دیگری هم بین مردم منطقه در مورد این نامگذاری نقل می گردد مبنی بر اینکه کرکس اهلی حاکم منطقه نطنز در اثر درگیری با ماری که قصد نیش زدن حاکم را داشت، می میرد. حاکم هم برای یادبود کرکس فداکار اتاقکی بر بلندای کوه ساخته و جسد کرکس را درآن دفن می کند.

## قله‌ها
- کرکس ۳٬۸۹۵
- کرگز (گرگش) ۳٬۵۸۸
- دومیر اردهال ۳٬۵۰۳
- مارفیون اسحق‌آباد ۳٬۵۰۰
- غلبه‌شاه ۳٬۴۹۳
- لالیوان ۳٬۳۵۰
- پنجهٔ علی ۳٬۲۲۵
- سیاه کوه (بام کاشان)۳۰۲۰
- ارشد ۳٬۱۹۹
- قلعهٔ تایین ۲٬۷۰۰
- کمرسیاه ۳٬۶۳۰
- زیرپل ۳۶۳۰
- هشاش ۳٬۲۱۰
- ریزنده ۲۹۸۰
- کش قبله ۲٬۶۰۰
- کوه کلنگ ۲٬۲۴۸
- اشک (اش) اسحق‌آباد ۳٬۲۰۰

## مسیرهای صعود کرکس
۱. مسیر جنوبی: روستای کشه، متوسط زمان صعود بین ۵ تا ۷ ساعت (متداول‌ترین مسیر صعود)
۲. مسیر شرقی: روستای طامه، متوسط زمان صعود بین ۷ تا ۸ ساعت
۳. مسیر شمال شرقی: روستای اوره، متوسط زمان صعود ۶ ساعت
۴. مسیر شمال غربی: روستای بیدهند، متوسط زمان صعود ۶ ساعت